# 서우석
서우석(徐禹錫, 1889년 12월 6일 ~ 1966년 12월 4일)은 대한민국의 정치인이자 독립운동가이다.

## 약력
호는 몽초(夢撨)로 1889년 11월 12일 전라남도 광주에서 출생하였다. 경성공업전습소 응용화학과(현재 서울대학교 공과대학 설립으로 병합)를 중퇴하고 일본의 주오대학을 졸업하였다.
경기도 포천군에 위치한 사립 청성 제7학교의 교사로 재직했다 만주로 건너가 중국 길림성 연길부 화룡현에 임성학교를 설립했다. 간도 학성촌에 단군교 계열 동흥학교의 교장을 지냈고 귀국 후 1920년 8월 전남구락부의 일원으로 가입하였다.
1923년 5월 조선민립대학기성회 광주지방부 창립 총회의 집행위원, 1927년 12월 신간회 광주지회 회원으로 활동, 1928년에는 광주상민대회 집행위원으로 개최를 주도하였다.
이후 호남은행 본점 촉탁으로 근무하다 전남 해남군의 주식회사 해남흥산의 지배인으로 재직하게 되었다.
해방 후에는 건국준비위원회 광주부 위원과 한국민주당 광주지부 총무, 대한독립촉성국민회 광주지부 부위원장 등을 역임, 1947년 남조선과도입법의원으로 정치계에 입문하게 되었다.
이후 1948년 제헌의원 선거에서 곡성군 후보로 출마해 당선되었고 1949년 여순사건 조사를 위한 반란수습대책위원 선정, 퇴임 후에도 1950년 부역자 심사위원, 1955년 국민장위원회 위원과 신익희와 장면 주도의 민주당 창당 준비위원, 1956년 민주당 감찰위원, 1957년 민주당 고문을 역임하다 1966년 서울 중구 사직동에서 사망하였다. 묘소는 포천시 설운리에 위치한다.

## 역대 선거 결과
|  | 61.09% |

|  | 9.84% |

## 참고자료
- 《대한민국 의정총람》, 국회의원총람발간위원회, 1994년
- 서우석 - 대한민국헌정회

1. ↑  https://terms.naver.com/entry.naver?docId=566569&cid=46615&categoryId=46615
2. ↑  https://encykorea.aks.ac.kr/Article/E0075953